# Svenskt Travderby 2014
Svenskt Travderby 2014 var den 87:e upplagan av Svenskt Travderby, som gick av stapeln söndagen den 7 september 2014 på Jägersro i Malmö i Skåne län. Uttagningsloppen till finalen ägde rum den 26 augusti 2014 på Jägersro.
Finalen vanns av skrällen Poochai, körd av Örjan Kihlström och tränad av Svante Båth. På andraplats kom Ivar Sånna och på tredjeplats Västerbo Fantast. Loppets förhandsfavorit Archangel Am slutade sist efter att ha galopperat.

## Upplägg och genomförande
I Svenskt Travderby deltar fyraåriga, svenskfödda varmblodiga travhästar. Kvalet till finalen görs drygt en vecka före via sex uttagningslopp, där de tolv travare som kommer på första- respektive andraplats i varje heat går vidare till finalen. Desto bättre placering i uttagningsloppet, desto tidigare får hästens tränare välja startspår inför finalen. Distansen i samtliga lopp är 2 640 meter med autostart. Den vinnande kusken och hästens ägare får traditionsenligt en gul derbykavaj i vinnarcirkeln.

## Finalen
| P  | S  | Häst              | Kusk               | Tränare        | Land    | Odds  | Tid      |
| -- | -- | ----------------- | ------------------ | -------------- | ------- | ----- | -------- |
| 1  | 3  | Poochai           | Örjan Kihlström    | Svante Båth    | Sverige | 9,64  | 1.12,3   |
| 2  | 2  | Ivar Sånna        | Thomas Uhrberg     | Jan Hellstedt  | Sverige | 3,70  | 1.12,3   |
| 3  | 1  | Västerbo Fantast  | Erik Adielsson     | Svante Båth    | Sverige | 8,20  | 1.12,7   |
| 4  | 9  | Reckless          | Olle Goop          | Björn Goop     | Sverige | 49,10 | 1.12,7   |
| 5  | 10 | Maverick Man      | Johnny Takter      | Svante Båth    | Sverige | 13,20 | 1.12,7   |
| 6  | 11 | Dominator         | Johan Untersteiner | Björn Goop     | Sverige | 36,10 | 1.12,8   |
| 7  | 8  | Västerbo Loveboat | Ulf Ohlsson        | Svante Båth    | Sverige | 25,50 | 1.12,9   |
| 8  | 5  | Bandit Hornline   | Robert Bergh       | Robert Bergh   | Sverige | 16,80 | 1.13,0   |
| 9  | 7  | Nimbus C.D.       | Per Nordström      | Per Nordström  | Sverige | 31,40 | 1.13,1   |
| 10 | 12 | Tiberius F.       | Stefan Söderkvist  | Helena Burman  | Sverige | 63,60 | 1.13,1   |
| 11 | 6  | Sauveur           | Åke Lindblom       | Åke Lindblom   | Sverige | 7,40  | 1.14,2ag |
| 12 | 4  | Archangel Am      | Lutfi Kolgjini     | Lutfi Kolgjini | Sverige | 2,80  | 3ag      |